# Jonathan Bailey
Jonathan Stuart Bailey (* 25. dubna 1988, Wallingford, Oxfordshire, Anglie) je anglický herec. Je držitelem několika ocenění, včetně ceny Laurence Oliviera a Critics' Choice Television Award.
Bailey započal svou kariéru jako dětský herec, kdy ve svých osmi vystupoval jako Gavroche v produkci Bídníci ve West Endu. Od té doby vystupoval v současných hrách South Downs v roce 2012, The York Realist v roce 2018 a Cock v roce 2022; v klasických hrách Othello v roce 2013 a Král Lear v roce 2017 a muzikálech The Last Five Years v roce 2016 a Company, za nějž získal v roce 2019 cenu Laurence Oliviera za nejlepšího herce ve vedlejší roli v muzikálu.
Na plátně se objevil v seriálech Leonardo (2011–2012), Groove High (2012–2013), Broadchurch (2013–2015), W1A (2014–2017) a Žašívárna (2016). Mezinárodního uznání se mu dostalo za roli Anthonyho Bridgertona v historickém romantickém seriálu Bridgertonovi (2020–dosud). Dále účinkoval v politické minisérii Souputníci (2023), za níž získal Critics' Choice Television Award za nejlepšího herce ve vedlejší roli.

## Životopis
Bailey vyrostl ve Wallingfordu se svými rodiči a třemi staršími sestrami. Jeho otec Stuart Bailey je bývalým ředitelem společnosti Rowse Honey. Že chce být hercem, se rozhodl v pěti letech poté, co zhlédl divadelní produkci muzikálu Oliver!. Navštěvovat taneční klub v Hanley-on-Thames, díky kterému se zúčastnil konkurzu na produkci hry Vánoční koleda v roce 1995, roli získal. Jonathan navštěvoval základní školu Benson C of E Primary School a maturitu složil na škole Magdalen College School v Oxfordu.

## Kariéra

### Začátky jako dětský herec (1995–2010)
V roce 1995 se prostřednictvím svého tanečního klubu v Henley-on-Thames se zúčastnil konkurzu na střídavé role Tiny Tima a mladého Scrooge v produkci Royal Shakespeare Company (RSC) v inscenaci Vánoční koleda v Barbican Theatre v Londýně v sedmi letech. Na konkurzu zpíval píseň „Kde je láska?“ z muzikálu Oliver!. Následující rok zaznamenal svůj debut v televizi ve viktoriánském dobovém dramatu Doktorka Bramwellová. Bailey také ztvárnil Little Baptiste v Les Enfants du Paradis v produkci RSC z roku 1996. V osmi letech vystupoval jako Gavroche v produkci Bídníci ve West Endu.
V roce 2001 ztvárnil prince Artura v divadelní hře Král Jan. Debut v celovečerním filmu zaznamenal v roce 2004 ve filmu 5 dětí a To, adaptaci stejnojmenného fantasy románu E. Nesbit. V roce 2006, v den, kdy skládal A-level, začal v Londýně nacvičovat na hru Beautiful Thing, kde převzal hlavní roli po Andrew Garfieldovi. Deník The Daily Telegraph napsal, že Bailey „nezapomenutelně rozzářil“ produkci. Dále se objevil v hostujících rolích v dlouho běžících britských televizních seriálech jako Doctors a The Bill. Jeho první hlavní rolí se v roce 2009 stala role v sitcomu Off the Hook stanice BBC, který pojednává o skupině univerzitních nováčků.

### Vzrůstající popularita a průlom (2011–2017)
V roce 2011 ztvárnil titulní roli Leonarda da Vinciho v akčním dobrodružném seriálu Leonardo, který sleduje mladého Leonarda a jeho přátele ve Florencii v 15. století. Seriál měl dvě řady, byla vytvořena online hra inspirovaná seriálem a získal čtyři ceny KidScreen Awards. Téhož roku si zahrál v komedii Campus, poloimprovizovaném sitcomu, kde ztvárnil Flatpacka, studentského atleta s olympijským potenciálem.
Bailey získal nominaci na Evening Standard Theatre Awards za nejlepšího nováčka za svůj výkon v pozitivně přijaté hře South Downs scenáristy Davida Harea v divadle Minerva v roce 2011. Deník The Telegraph ho označil jako budoucí hvězdu a jednoho z „nejzářivějších začínajících herců, kteří v současnosti hrají na jevišti ve West Endu“. Hrál také v komediálním muzikálu Groove High na stanici Disney Channel, kde ztvárnil popovou hvězdu Toma, který byl vysílán v letech 2012 až 2013, vyšlo celkem 26 dílů.
V roce 2013 si získal popularitu díky roli místního novináře Ollyho Stevense v prvních dvou řadách úspěšného kriminálního dramatu Broadchurch stanice ITV. Téhož roku ho tehdejší umělecký ředitel Královského národního divadla Nicholas Hytner obsadil do role Cassia ve své inscenaci Othello dramatika Williama Shakespeara v Olivier Theatre. Jeho „sympatický, otevřený“ a „hladce ambiciózní“ Cassio byl podle deníku The Washington Post „skvělý“.
V září roku 2014 si zahrál v jednom z dílů úspěšného seriálu Pán času. Vedlejší roli Jacka Pattersona si také zahrál v komedii W1A vysílané na stanici BBC Two. V roce 2019 byl obsazen do jedné z hlavních rolí netflixového seriálu Bridgertonovi, do role vikomta Anthonyho Bridgertona.
V roce 2012 byl nominován na cenu Evening Standard Theatre Award v kategorii nováček roku za výkon v divadelní hře South Downs. V roce 2013 hrál po boku Matta Smitha v muzikálu American Psycho. V roce 2017 hrál po boku Iana McKellena ve hře Král Lear. V roce 2018 hrál roli Jamieho v muzikálu Company. Za roli získal cenu Olivier Award v kategorii nejlepší mužský herecký výkon ve vedlejší roli.

## Filmografie

### Film
| Rok  | Název                       | Role             | Poznámky |
| ---- | --------------------------- | ---------------- | -------- |
| 2004 | 5 dětí a To                 | Cyril            |          |
| 2007 | Královna Alžběta: Zlatý věk | Dvořan           |          |
| 2007 | Permanent Vacation          | Max Bury         |          |
| 2007 | Holky z naší školky         | Caspar           |          |
| 2014 | Testament mládí             | Geoffrey Thurlow |          |
| 2016 | The Young Messiah           | Herod            |          |
| 2018 | Mercy                       | Ian Wheeler      |          |
| 2024 | Wicked: Part One            | Fiyero Tigelaar  |          |
| 2025 | Wicked: For Good            | Fiyero Tigelaar  |          |
| 2025 | Jurský svět: Znovuzrození   | Dr. Henry Loomis |          |

### Televize
| Rok        | Název                        | Role               | Poznámky                                          |
| ---------- | ---------------------------- | ------------------ | ------------------------------------------------- |
| 1997       | Doktorka Bramwellová         | William Kilshaw    | 1 díl                                             |
| 1997       | Bright Hair                  | Ben Devenish       | TV film                                           |
| 1998       | Alenka v zemi za zrcadlem    | Lewis              | TV film                                           |
| 2001       | Baddiel's Syndrome           | Josh               | hlavní role                                       |
| 2005       | Zlatá hodina                 | Stephen Martin     | 4 díly                                            |
| 2005       | Walk Away and I Stumble      | Justin             | TV film                                           |
| 2007       | Doctors                      | Johnno Mitchum     | díl: See You in the Morning                       |
| 2008       | The Bill                     | Chris Villiers     | Episode: "The Hit"                                |
| 2009       | Off the Hook                 | Danny Gordon       | hlavní role                                       |
| 2010       | Vraždy v Oxfordu             | Titus Mortmaigne   | díl: Smrtící zima                                 |
| 2011       | Campus                       | Flatpack           | hlavní role                                       |
| 2011–2012  | Leonardo                     | Leonardo da Vinci  | hlavní role                                       |
| 2012       | Pramface                     | Glynn Three        | díl: Edinburgh... in Scotland                     |
| 2012       | Me and Mrs Jones             | Alfie              | hlavní role                                       |
| 2012–2013  | Groove High                  | Tom Mason          | hlavní role                                       |
| 2013–2015  | Broadchurch                  | Olly Stevens       | 16 dílů                                           |
| 2013       | Some Girls                   | Nick               | 1 díl                                             |
| 2014–2017  | W1A                          | Jack Patterson     | vedlejší role (1. řada), hlavní role (2.–3. řada) |
| 2014       | Pán času                     | Psi                | díl: Time Heist                                   |
| 2016       | Zašívárna                    | Sam                | hlavní role, 6 dílů                               |
| 2016       | Hooten a Lady: Lovci pokladů | Edward             | 6 dílů                                            |
| 2017       | Chewing Gum                  | Ash                | díl: Replacements                                 |
| 2018       | Jack Ryan                    | Lance Miller       | 3 díly                                            |
| 2020–dosud | Bridgertonovi                | Anthony Bridgerton | hlavní role                                       |
| 2023       | Souputníci                   | Tim Laughlin       | hlavní role                                       |

### Divadlo
| Rok       | Název                          | Role                    | Místo                                            |
| --------- | ------------------------------ | ----------------------- | ------------------------------------------------ |
| 1995      | Vánoční koleda                 | Malý Tim/Dětský komparz | Barbican Theatre                                 |
| 1997–1998 | Bídníci                        | Gavroche                | Palace Theatre, London                           |
| 2003      | King John                      | Prince Arthur           | Royal Shakespeare Company                        |
| 2006      | Beautiful Thing                | Jamie                   | Sound Theatre                                    |
| 2007      | Pretend You Have Big Buildings | Leon                    | Manchester Royal Exchange                        |
| 2008      | The Mother Ship                | Elliot                  | Birmingham Rep Theatre                           |
| 2008      | Dívka s perlou                 | Pieter                  | Cambridge Arts Theatre a Theatre Royal Haymarket |
| 2009      | House of Special Purpose       | Alexi                   | Chichester Festival Theatre                      |
| 2011      | South Downs                    | Duffield                | Chichester Festival Theatre                      |
| 2012      | South Downs                    | Duffield                | Harold Pinter Theatre                            |
| 2013      | Othello                        | Cassio                  | Royal National Theatre                           |
| 2013      | Americké psycho                | Tim Price               | Almeida Theatre                                  |
| 2016      | Posledních pět let             | Jamie                   | St. James Theatre, London                        |
| 2017      | Král Lear                      | Edgar                   | Chichester Festival Theatre                      |
| 2017      | Certain Young Men              | Andrew                  | Royal National Theatre                           |
| 2018      | The York Realist               | John                    | Donmar                                           |
| 2018–2019 | Company                        | Jamie                   | Gielgud Theatre                                  |
| 2022      | Cock                           | John                    | Ambassadors Theatre                              |